# Grande Cornier
O  Grande Cornier é um cume com 3 962 m de altitude no Alpes valaisanos no cantão do Valais, Suíça. Entre o Vale de Anniviers e o pequeno vale de 
Ferpècle.
A primeira ascensão teve lugar a 16 de Junho de 1865 por Edward Whymper com Christian Almer, Michel Croz e Franz Biner.
Das suas vertentes correm o glaciar de Moiry e o glaciar de Zinal, e não longe encontra-se o Dent Blanche do qual está separado pelo colo do Grande Cornier.